# Гендерсон, Невил
Сэр Невил Мейрик Ге́ндерсон — британский политик и дипломат, член Тайного совета Великобритании, кавалер ордена Святого Михаила и Святого Георгия.

## Биография
Родился 10 июня 1882 года в городе Хоршам.
Поступил на дипломатическую службу в 1905 году. С 1928 по 1929 год был послом во Франции, с 1929 по 1935 — в Югославии. С 1935 года был послом в Аргентине, и в 1937—1939 годах посол Великобритании в Германии. Там он проводил политику умиротворения в отношении нацистской Германии. Гендерсон был убеждён, что Адольф Гитлер был управляемым и будет двигаться в направлении мира и сотрудничества с западными государствами.
В 1938 году был одним из участников Мюнхенского соглашения.
После нападения Германии на Польшу Гендерсон 3 сентября 1939 доставил Гитлеру ультиматум, в котором отмечалось, что если военные действия между Германией и Польшей не прекратятся до 11:00 того же дня, Великобритания вступит в войну. Германия не ответила, и премьер-министр Великобритании Невилл Чемберлен объявил войну в 11:15. В этот же день британское посольство в Берлине было интернировано гестапо, но уже 7 сентября Гендерсону разрешили вернуться на родину.
Вернувшись в Лондон, Гендерсон написал книгу «Провал миссии: Берлин 1937—1939» (англ. Failure of a Mission: Berlin 1937—1939), которая была опубликована в 1940 году. В ней он высоко оценил некоторых членов нацистского режима, в том числе Германа Геринга и других.
Умер 30 декабря 1942 года в возрасте 60 лет от рака.